# Jardín botánico de Nobeoka
El Jardín botánico de Nobeoka en japonés: 延岡植物園 (Nobeoka syokubutuen), es un jardín botánico e invernadero de unas 8.7 hectáreas de extensión, que se encuentra en el interior del "Parque Crea" próximo a la ciudad de Nobeoka, Japón. 

## Localización y horario
Este jardín botánico se encuentra ubicado en el "Parque Crea" a unos 5 km al oeste del centro de la ciudad de Nobeoka.
延岡植物園 (Nobeoka syokubutuen), 2, 1 Choume, Higashihonkouji, Nobeoka, pref. Miyazaki 1235-1 Japón
Planos y vistas satelitales.32°35′0″N 131°40′0″E / 32.58333, 131.66667
Abren diariamente en los meses cálidos del año, la entrada es gratuita. 

## Historia
El jardín botánico fue creado en 1987, 
Este jardín botánico está rodeado de un bosque secundario, un antiguo túmulo y campos de cultivo de arroz.

## Colecciones
Entre las secciones del jardín destacan:
- Jardín de plantas ornamentales, con lechos de cultivo.
- Jardín de bambús.
- Huerto de cítricos, sobre todo de naranjas mandarinas.
- Campos de floración de las cuatro estaciones (con plantas como colza, iris, cosmos. . .)
- Invernadero.

## Actividades
El Jardín Botánico produce 200.000 plántulas cada año como centro de abastecimiento floral. 
En el jardín botánico se ubican los "centros de orientación" instalaciones verdes en el parque, donde se realizan actividades, por ejemplo se han llevado a cabo talleres de cultivo de plantas. 
Las clases de jardinería se celebran en la ayuda de la Oficina Verde adjunta tres a cuatro veces al mes, con el lema: "Nuestro objetivo es aumentar el interés y el conocimiento de los ciudadanos en las plantas y hacer que se familiaricen con los huertos familiares."
También existe una esquina mediación de información de las plantas en el "banco de datos verde". 